# أبو عثمان سعيد بن الحكم القرشي
أبو عثمان سعيد بن الحكم القرشي (30 ديسمبر 1204 - 9 يناير 1282)، هو أول رئيس لجزيرة منورقة، والتي ولاه عليها الوالي أبي يحيى حاكم ميورقة، قام بثورة ضد النصارى بعد مقتل أبي يحيى، وتصالح معهم على ضريبة معلومة واشترط أن لا يدخل جزيرته أحد من النصارى وضبطها أحسن ضبط.